# ROCS Cheng Kung (PFG-1101)
La ROCS Cheng Kung (PFG-1101) es una fragata de la marina de guerra de la República de China. Es la primera unidad de la clase Cheng Kung, una versión fabricada bajo licencia de la clase Oliver Hazard Perry. Está en servicio desde 1993.

## Construcción
Fue construida por el China Shipbuilding Corporation en Kaohsiung. En 1990 se realizó la puesta de quilla, en 1991 se llevó a cabo la botadura y en 1993 se unió a la marina de guerra.